# Vlag van Parrega

Vlag van Parrega

De vlag van Parrega is de dorpsvlag van het Nederlandse dorp Parrega, in de Friese gemeente Súdwest-Fryslân. Deze vlag is ontworpen door Klaes Sierksma. De vlag werd in 1955 aangenomen en in 1969 geregistreerd.
Bij gemeenteraadsbesluit van 19 april 1955 zijn een vlag vastgesteld voor de 27 dorpen van de vroegere gemeente Wonseradeel. Deze vlag is ontworpen door Klaes Sierksma.

## Ontwerp
De vlag bestaat uit twee diagonale vlakken in het wit en zwart rechtsgeschuind, met in het wit een rode pompeblêd. Aan de mastzijde toont een blauwe verticale baan met daarin een wit blokje.

## Verklaring
De kleuren wit en zwart zijn mogelijk afgeleid van het dorpswapen. De pompeblêd verwijst naar de provincie Friesland waarin Parrega gelegen is. De mastzijde toont de vlag van Wonseradeel, de gemeente waar Parrega eerder tot behoorde.

## Zie ook

Wapen van Parrega